# Flora Patagónica
Flora Patagónica (abreviado Fl. Patagonica) es un libro ilustrado con descripciones botánicas que fue escrito por la botánica, investigadora, curadora y profesora argentina, Maevia Noemi Correa y publicado en Argentina por el Instituto Nacional de Tecnología Agropecuaria. Fue editado en 7 partes en los años 1969 - 1971.

## Publicaciones
- Correa, M. N. (ed.) Flora patagónica. Buenos Aires: INTA, 1969 – 1999. 7 v. Colección científica; t. 8.
- Parte 1 Introducción, clave general de familias, Pteridophyta y Gymnospermae —
- Parte 2 Typhaceae a Orchidaceae (excepto Gramineae) —
- Parte 3 Gramineae —
- Parte 4a Dicotyledones diapétalas (Salicaceae a Cruciferae) —
- Parte 4b Dicotyledones diapétalas (Droseraceae a Leguminosae) —
- Parte 5 Dicotyledones diapétalas (Oxalidaceae a Cornaceae) —
- Parte 6 Dicotyledones Gamopétalas (Ericaceae a Calyceraceae)—
- Parte 7 Compositae